# Johannes Novak
Johannes Novak (* 1963 in Eisenstadt) ist ein österreichischer Biologe, Pharmazeut und Hochschullehrer.

## Leben
Johannes Novak wuchs in dem burgenländischen Ort Sieggraben auf, wo er auch die Volksschule besuchte. Nach Ablegung der Matura am Bundesgymnasium und Bundesrealgymnasium Mattersburg im Jahr 1982 studierte er Agrarwissenschaften an der Universität für Bodenkultur Wien. 1992 schloss er sein Diplomstudium mit der Graduierung zum Diplomingenieur ab. 1998 wurde er nach Abfassung seiner Dissertation zum Thema Origanum majorana L. an der Universität für Bodenkultur Wien zum Doktor promoviert. Im Jahr 2003 habilitierte er sich an der Veterinärmedizinischen Universität Wien in Angewandter Botanik.
Er lehrt und forscht als außerordentlicher Universitätsprofessor an der Universität für Bodenkultur Wien sowie am Institut für Tierernährung und funktionelle Pflanzenstoffe der Veterinärmedizinischen Universität Wien, wo er Leiter der Arbeitsgruppe „Funktionelle Pflanzeninhaltsstoffe“ ist, die sich mit Heil-, Aroma- und Giftpflanzen beschäftigt. Unter Anwendung phytochemischer und molekularer Methoden analysiert er Qualität, Identität sowie Variabilität dieser Pflanzen und beschäftigt sich mit Fragen wie genetische Konstitution und Beziehungen zwischen Populationen. Er ist Mitbegründer und Mitherausgeber des Journal of Applied Research on Medicinal and Aromatic Plants und Generalsekretär der European Herb Growers Association.
Novaks Fachexpertise umfasst aromatische Pflanzen, Terpenoide, Kultivierung und Physiologie von Pflanzen, phytochemische Analysen, Molekularbiologie und Qualitätskontrolle. Er hat bislang mehr als 200 facheinschlägige Publikationen verfasst.

## Schriften (Auswahl)
- Der Vergleich des Ertragsaufbaues von alten und neuen Winterweizensorten im Rahmen eines Dauerdüngungsversuches unter besonderer Berücksichtigung der Stickstoffversorgung. Universität für Bodenkultur Wien, Diplomarbeit, Wien 1992.
- Origanum majorana L. Ertragsparameter, Blattmorphologie und Verteilung der Drüsenschuppen sowie Evaluierung einer Methode zur schnellen Abschätzung des Gehaltes an ätherischem Öl. Universität für Bodenkultur Wien, Dissertation, Wien 1998.
- Improving raw material quality of plants producing secondary metabolites. Veterinärmedizinische Universität Wien, Habilitationsschrift, Wien 2003.
- mit Chlodwig Franz: Sources of Essential Oils. In: KHC Baser und G. Buchbauer (Hrsg.): Handbook Of Essential Oils: Science, Technology, And Applications. 2. Ed. Boca Raton, CRC Press, 2016, ISBN 978-1-4665-9047-2, S. 43–86.
- mit Wolf-Dieter Blüthner (Hrsg.):  Medicinal, Aromatic and Stimulant Plants. Springer, Cham 2020 (= Handbook of plant breeding 12), ISBN 978-3-030-38791-4.
- mit Joana Ruzicka, Karin Berger-Buter und Nils Esslinger: Assessment of the diversity of comfrey (Symphytum officinale L. and S. x uplandicum Nyman). In: Genet Resour Crop Ev. 68 (7), 2021, S. 2813–2825.
- mit Corinna Schmiderer und Ralf Steinborn: Monoterpene synthases of three closely related sage species (Salvia officinalis, S. fruticosa and S. pomifera, Lamiaceae). In: Plant Physiol Biochem 196, 2023, S. 318–327.
- mit Melanie Novak und Dijana Jovanovic: Variability of Chalcone Synthase in Chamomile Accessions (Matricaria chamomilla). In: Planta Med. 90 (7-08), 2024, S. 534–545.
- mit Joana Ruzicka, Gerald Baumschlager und Dijana Jovanovic: Three major chlorotype lineages in chamomile (Matricaria chamomilla L., Asteraceae). In: Genet Resour Crop Ev. 71 (1), 2024, S. 331–340.